# Ясірета
Ясірета́ (ісп. Yacyretá, від гуарані jasý retã — Земля Місяця) — гідроелектростанція, розташована між парагвайським містом Айолас і аргентинським Ітусайнго на річці Парана. Потужність 3200 МВт, але існують проекти, які роблять можливим її подвоєння.
Станція найменована по острову, який був на 80% затоплений водосховищем і розділяє русло річки в місці, де розташовані дві греблі ГЕС, мовою гуарані назва означає «Земля Місяця» Загальна безперервна довжина греблі станції з дамбами на узбережжі перевищує 65 км, що робить її однією з найдовших гідротехнічних споруд у світі.

## Історія
Уряди Аргентини і Парагваю підписали угоду про зведення ГЕС на Парані 13 грудня 1973, початок будівництва було заплановано на 1979 Через політичну нестабільність в Аргентині в той період і через сильні політичні позиції прихильників розвитку ядерної енергетики в цій країні, основні роботи з будівництва ГЕС Ясірета були розпочаті лише 3 грудня 1983, запуск першого гідроагрегату стався в 1994, останнього - у 1998 Створення гідровузла потребувало будівництва в цілому 65 кілометрової дамби по обох сторонах узбережжя річки, суперечки по площу затоплюваної території в кожній з країн призвели до обмеження рівня водосховища відміткою 76 м НРМ і обмежили річне вироблення станції до 11 млрд кВт⋅год У лютому 2011 року було проведено підйом рівня водойми до проектного рівня 83 м (висота турбін ГЕС Ітайпу , розташованої вище за течією, 87,5 м НРМ)
Реалізація проекту, потребувала переселення понад 30 тисяч осіб. Загальна вартість проекту на початок 2012 року склала 10 млрд USD, що перевищує первинні цифри кошторису в п'ять разів

## Основні характеристики
Станом на 2012, основні споруди ГЕС Ясірета в себе включають:
- насипну греблю «Ясірета Б» через протоку річки з боку Парагваю, з водоскидною бетонною секцією;
- насипну греблю «Ясірета А» через протоку річки максимальною висотою 86 м, яка має у своєму складі бетонну секцію з таким обладнанням:[8]
  - машинний зал завдовжки 808 м і заввишки 80 м, в якому встановлені 20 генераторів з турбінами Каплана(інші мови), 155 МВт кожний;
  - водозлив греблі;
  - рибопропускна брама;
  - однонитковий шлюз з розміром камери 270 × 27 × 5 м;
- більше 65 км дамб уздовж узбережжя річки для обмеження площі водосховища;
- уздовж парагвайського низького узбережжя прокладено дренажний канал Агуапеї (ісп. Aguapey) довжиною понад 60 км, який також служить для відводу в нижній б'єф ГЕС Ясірета води однойменної правої притоки Парани[9]

Сумарна пропускна здатність водозливів двох гребель ГЕС становить 55000 м³/сек. Після підйому рівня водосховища в лютому 2011 року, виробництво за цей рік досягло 19080000000 кВт⋅год. У січні 2012 року було підписано угоду про збільшення потужності ГЕС на 750 МВт шляхом додавання нових генераторів.
Гребля ГЕС сформувала водосховище на річці, яке на позначці 83 м НРМ має площу 1695 км².